# 武纳格
武纳格（？—1635年），博尔济吉特氏，正白旗蒙古人，后金将领。
武纳格初居叶赫，率七十二人投努尔哈赤。他有勇略，通蒙古文、汉文，号“巴克什”。明神宗万历四十一年（1613年），参与攻打乌拉部，以功授三等副将。后金天命十一年（1626年），随努尔哈赤攻打明朝，统兵攻破觉华岛，尽歼明军，焚毁明朝船只二千余，以功进三等总兵官。皇太极即位后，受命总管蒙古军，后为固山额真。天聪三年（1629年），与额驸苏纳率蒙古军攻打察哈尔部，收降边民二千户，听到流言说归降者谋叛，于是将其男子杀尽，被皇太极斥责。从军攻打明朝，力战建功，攻克遵化，进抵北京。击败明朝督师袁崇焕援军。天聪四年（1630年），攻克永平。天聪六年（1632年），招抚大同、宣府边外察哈尔部部众。天聪八年（1634年）后，出任蒙古军左翼固山额真，以一等昂邦章京世袭，不久进封三等公。跟随皇太极攻打明朝，统率蒙古军策应，入独石口，至应州，所诸州县，攻打活招抚，均有战绩。天聪九年二月，去世。其子德穆圖、齊墨克圖、廣泰。